# 1 Permski Oficerski Pułk Strzelecki
I Permski Oficerski Pułk Strzelecki (ros. I Пермский офицерский стрелковый полк) – ochotniczy oddział wojskowy białych na Syberii podczas wojny domowej w Rosji
Po zajęciu Permu przez białych (Armię Rosyjską adm. Kołczaka) pod koniec grudnia 1918 r., w styczniu 1919 r. został tam sformowany I Permski Oficerski Pułk Strzelecki. W jego skład weszli oficerowie, junkrzy, kadeci i ochotnicy. Na czele pułku stanął płk Barmin, b. dowódca 1 Pułku Sowieckiego, który faktycznie należał do konspiracyjnej oficerskiej organizacji antybolszewickiej. Oddział liczył zaledwie ok. 360 żołnierzy. Wypełniał zadania wartownicze i porządkowe w Permie. Brał też udział w rozstrzeliwaniach miejscowych bolszewików i ich sympatyków. Pod koniec stycznia skierowano go na front z powodu natarcia wojsk bolszewickich w kierunku na Kungur. Początkowo nie wziął aktywnego udziału w walkach. Jedyną jego akcją bojową było zajęcie zakładów południowo-knaufskich, za cenę dużych strat liczebnych. W lutym powrócił do Permu, gdzie pod koniec miesiąca został rozformowany. Jego żołnierze stanowili kadrę nowo formowanej 1 Permskiej Dywizji Strzeleckiej.